# Aloys Sprenger
Aloys Sprenger (Nassereith, Tirol, 1813. szeptember 3. – Heidelberg, 1893. december 19.) német orientalista.

## Életútja
Bécsben az orvos- és természettudományok mellett keleti nyelveket tanult. 1836-ban Londonba ment, ahol Münsternek segédkezett a muzulmán népek hadtudományáról szóló műve megírásában. 1843-ban Kalkuttába utazott. 1845-ben a delhi kollégium igazgatója lett; e minőségben számos európai tankönyvet fordíttatott le hindire. 1850-ben az indiai kormány tolmácsává és a kalkuttai ázsiai társaság titkárává nevezték ki. 1857-ben visszatért Európába és 1857-től 1881-ig mint a keleti nyelvek tanára működött a berni egyetemen. 1881-ben vonult vissza és egyúttal Heidelbergbe költözött.

## Főbb munkái
- Masudî's meadows of gold (London, 1849)
- The Gulistan of Sady, a hires mű első jó szövegkiadása (Kalkutta, 1851)
- Catalogue of the Arabic, Persian and Hindustany Manuscripts of the Libraries of the King of Oudh I. Persian and Hindustany Poetry (uo., 1854)
- Dictionary of the technical terms used in the sciences of the Musulman (uo., 1854)
- Ibn Hajar's biographical dictionary of persons who knew Mohammad (uo., 1856)
- Soyuti's Itgan on the exegetic sciences of the Qoran in Arabic (uo., 1856)
- Das Leben und die Lehre des Mohammed (Berlin, 1861-65, 3 kötet)
- Post u. Reiserouten des Orients (Lipcse, 1864)
- Die alte Geographie Arabiens (Bern, 1875)
- Babylonien das reichste Land in der Vorzeit u. das lohnendeste Kolonisationsfeld (Heidelberga, 1886)